# FIA World Rallycross Championship

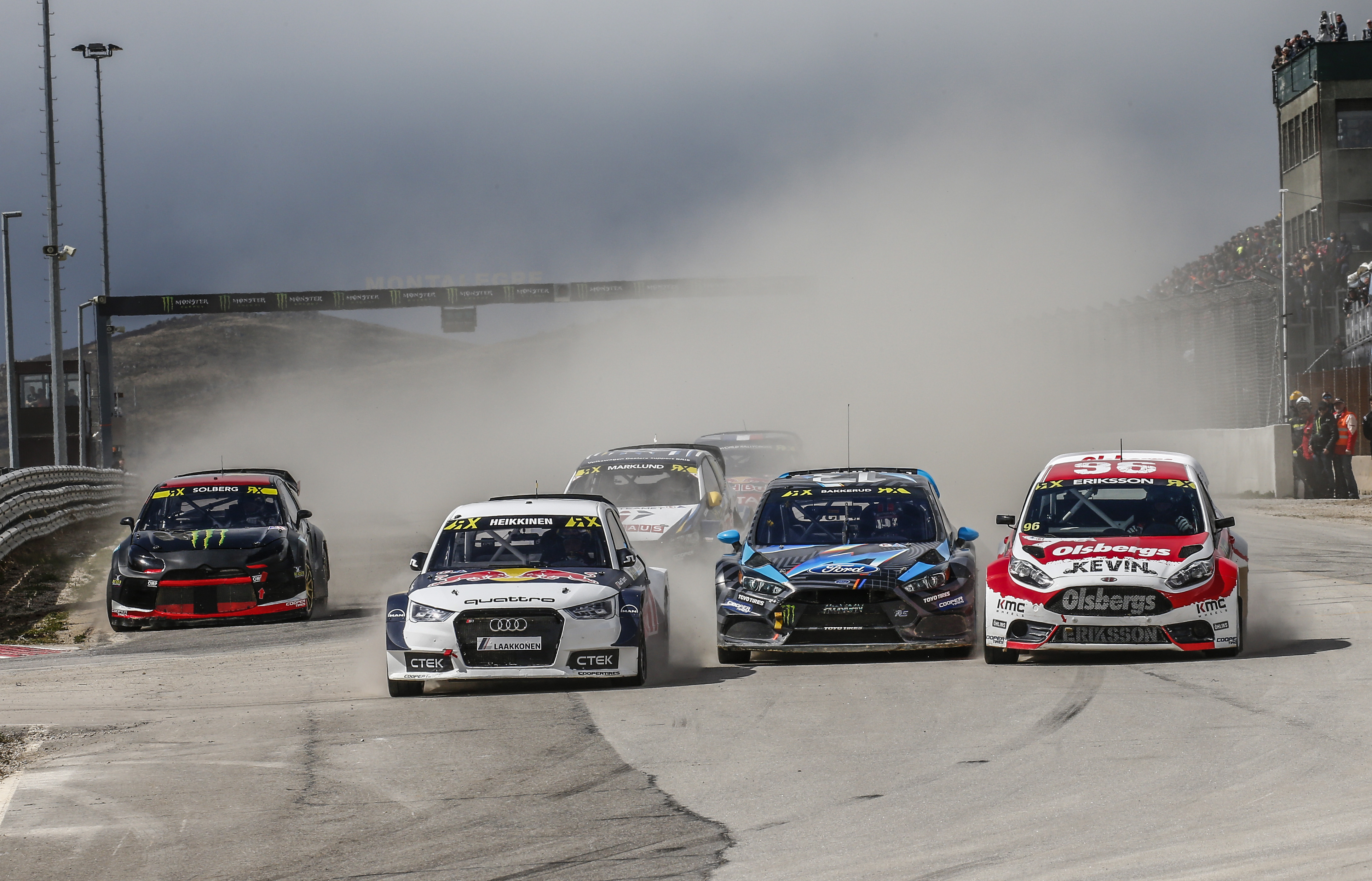
Szene aus der Saison 2016

Die FIA World Rallycross Championship (deutsch: FIA Rallycross-Weltmeisterschaft) ist eine seit 2014 von der FIA weltweit ausgeschriebene Weltmeisterschaftsserie, in der Rallycrossfahrzeuge verwendet werden.

## Meister
| Saison | Fahrer               | Team                   |
| ------ | -------------------- | ---------------------- |
| 2014   | Petter Solberg       | Ford Olsbergs MSE      |
| 2015   | Petter Solberg       | Team Peugeot-Hansen    |
| 2016   | Mattias Ekström      | EKS RX                 |
| 2017   | Johan Kristoffersson | PSRX Volkswagen Sweden |
| 2018   | Johan Kristoffersson | PSRX Volkswagen Sweden |
| 2019   | Timmy Hansen         | Team Hansen MJP        |
| 2020   | Johan Kristoffersson | KYB Team JC            |
| 2021   | Johan Kristoffersson | Hansen World RX Teamn  |
| 2022   | Johan Kristoffersson | PSRX Volkswagen Sweden |
| 2023   | Johan Kristoffersson | PSRX Volkswagen Sweden |
| 2024   | Johan Kristoffersson | PSRX Volkswagen Sweden |

## Evolution des Kalenders
| Event / Jahr                         | 2014 | 2015 | 2016 | 2017 | 2018 | 2019 | 2020 | Gesamt |
| ------------------------------------ | ---- | ---- | ---- | ---- | ---- | ---- | ---- | ------ |
| World RX of Portugal                 |      |      |      |      |      |      |      | 6      |
| World RX of Great Britain            |      |      |      |      |      |      |      | 6      |
| World RX of Norway                   |      |      |      |      |      |      |      | 7      |
| World RX of Finland                  |      |      |      |      |      |      |      | 1      |
| World RX of Sweden                   |      |      |      |      |      |      |      | 7      |
| World RX of Belgium                  |      |      |      |      |      |      |      | 7      |
| World RX of Canada                   |      |      |      |      |      |      |      | 6      |
| World RX of France                   |      |      |      |      |      |      |      | 7      |
| World RX of Germany                  |      |      |      |      |      |      |      | 6      |
| World RX of Italy                    |      |      |      |      |      |      |      | 2      |
| World RX of Turkey                   |      |      |      |      |      |      |      | 2      |
| World RX of Argentina                |      |      |      |      |      |      |      | 3      |
| World RX of Hockenheim               |      |      |      |      |      |      |      | 3      |
| World RX of Spain                    |      |      |      |      |      |      |      | 6      |
| World RX of Latvia                   |      |      |      |      |      |      |      | 5      |
| World RX of South Africa             |      |      |      |      |      |      |      | 4      |
| World RX of the USA                  |      |      |      |      |      |      |      | 1      |
| World RX of the United Arab Emirates |      |      |      |      |      |      |      | 2      |
| World RX of Russia                   |      |      |      |      |      |      |      | 1      |

### Punktesystem
| Platz         | 1.                          | 2.                          | 3.                          | 4.                          | 5.                          | 6.                          | 7.                          | 8.                          | 9.                          | 10.                         | 11.                         | 12.                         | 13.                         | 14.                         | 15.                         | 16.                         |
| ------------- | --------------------------- | --------------------------- | --------------------------- | --------------------------- | --------------------------- | --------------------------- | --------------------------- | --------------------------- | --------------------------- | --------------------------- | --------------------------- | --------------------------- | --------------------------- | --------------------------- | --------------------------- | --------------------------- |
| Finale        | 8                           | 5                           | 4                           | 3                           | 2                           | 1                           |                             |                             |                             |                             |                             |                             |                             |                             |                             |                             |
| Semifinale    | 6                           | 5                           | 4                           | 3                           | 2                           | 1                           |                             |                             |                             |                             |                             |                             |                             |                             |                             |                             |
| Qualifikation | 16                          | 15                          | 14                          | 13                          | 12                          | 11                          | 10                          | 9                           | 8                           | 7                           | 6                           | 5                           | 4                           | 3                           | 2                           | 1                           |
| Grün          | Einzug in die nächste Runde | Einzug in die nächste Runde | Einzug in die nächste Runde | Einzug in die nächste Runde | Einzug in die nächste Runde | Einzug in die nächste Runde | Einzug in die nächste Runde | Einzug in die nächste Runde | Einzug in die nächste Runde | Einzug in die nächste Runde | Einzug in die nächste Runde | Einzug in die nächste Runde | Einzug in die nächste Runde | Einzug in die nächste Runde | Einzug in die nächste Runde | Einzug in die nächste Runde |

## Aufbau eines Laufes

### Qualifikation
Es gibt 4 Qualifikationsläufe, in denen maximal 5 Autos gleichzeitig am Start stehen. Wer mit wem einen Qualifikationslauf absolvieren muss. wird im ersten Lauf per Zufall ausgelost. Für die Läufe 2–4 werden die Qualifikationszeiten der letzten Läufe herangezogen (ZB. Starten im zweiten Lauf die 5 besten Fahrer nach dem ersten Lauf). Während der Qualifikation müssen 4 Runden und eine sogenannte „Jokerlap“ absolviert werden. Die „Jokerlap“ ist eine etwas andere Streckenvariante, die länger ist als die normale Runde. Die Startampel wird per Zufall ausgelöst so, dass die Fahrer nicht erraten können wann die Ampel ausgeht. Sollte es einen Frühstart geben so wird neugestartet und der Frühstarter muss eine zweite „Jokerlap“ absolvieren. In der Qualifikation werden die Plätze per Zeit ermittelt. Die ersten 16 bekommen Punkte die ersten 12 kommen in die Semifinale.

### Semifinale
Die zwei Semifinals werden mit den besten 12 aus der Qualifikation bestückt. Die ungeraden Zahlen (1, 3, 5, 7, 9, 11) und die geraden Zahlen (2, 4, 6, 8, 10, 12) kommen in verschiedene Semifinale. In den Semifinals müssen 6 Runden und eine „Jokerlap“ absolviert werden. Außerdem wird die Startformation verändert. In Semifinale 1 starten Platz 1 und 3 aus der Qualifikation aus der ersten Reihe, 5 und 7 aus der zweiten und 9 und 11 aus der dritten. In Semifinale 2 starten Platz 2 und 4 aus der ersten, 6 und 8 aus der zweiten und 10 und 12 aus der dritten Reihe. Die ersten drei aus jedem Semifinale kommen in das Finale. Alle die das Semifinale beenden bekommen Punkte.

### Finale
Im Finale wird der Sieger ermittelt. Es werden ebenfalls 6 Runden und eine „Jokerlap“ gefahren. Die Sieger der Semifinals starten aus der ersten Reihe, die zweiten aus der zweiten Reihe und die dritt platzierten aus der dritten Reihe. Der Sieger bekommt 8 Punkte, der Zweite bekommt 5 Punkte, die restlichen Punkte werden absteigen vergeben.